# Forhugning
Forhugning er et begreb indenfor feltbefæstning som anvendes om grene fra træer, som er placeret i en række med de spidsede toppe rettet udad mod fjenden. Træerne er i reglen flettet eller bundet sammen med en wire. Forhugning bruges alene eller sammen med pigtråd eller andre forhindringer.  
Forhugning er sprogligt i familie med forhug, som er den kile man ved træfældning indledningsvis hugger i den retning som træet skal falde. 
På engelsk og fransk kaldes forhugning for Abatis, abattis, eller abbattis ("abattre un arbre" betyder på fransk "at fælde et træ", og på en uordentlig måde). 
Der er beviser på at forhugning blev brugt allerede af romerne og så sent som i den amerikanske borgerkrig. Forhugning bruges sjældent nu om stunder, efter at det stort set er blevet erstattet af pigtrådsforhindringer. Det kan dog bruges som en erstatning eller et supplement, hvis pigtråd er en mangelvare. En kæmpemæssig forhugning, hvor man anvender hele træer i stedet for grene kan bruges som improviseret kampvognsspærring. 
En klassisk brug af forhugning blev set under slaget ved Chateauguay den 26. oktober 1813, da omkring 300 canadiere under ledelse af Charles-Michel de Salaberry besejrede et amerikansk korps på omkring 2.300 mand.  
En alvorlig svaghed ved forhugning, sammenlignet med pigtråd, er at den kan ødelægges ved hjælp af ild. 
Hvis den er bundet sammen med reb i stedet for wire kan rebene hurtigt ødelægges af ild, hvorefter en forhugning hurtigt kan fjernes ved brug af gribekroge kastet fra en sikker afstand. 
En vigtig fordel er, at en improviseret forhugning hurtigt kan etableres i skovklædte områder. Det sker ganske enkelt ved at fælde en række træer, så de falder med toppen i retning mod fjenden. Et alternativ er at anvende sprængstof til at fælde træerne med. 
Selv om det sjældent anvendes af moderne konventionelle militære styrker indgår forhugning stadig i de officielle træningsmanualer i den amerikanske hær og marinekorps. 
- Forhugning improviseret af japanske tropper under 2. verdenskrig
- Kæmpemæssig forhugning, fremstillet af hele træer, kan udgøre en effektiv spærring mod køretøjer. Denne skabes ofte ved brug af sprængstof - bemærk de splintrede ender.

## Eksterne kilder
- Pamplin Historical Park & The National Museum of the Civil War Soldier Arkiveret 1. november 2020 hos  Wayback Machine indeholder store og autentiske kopier af forhugning (abatis) brugt i den amerikanske borgerkrig.